# Luffa operculata
Luffa operculata is een plant uit de Komkommerfamilie (Cucurbitaceae) die wijdverbreid is in het Neotropisch gebied. Hij is nauw verwant aan de sponskomkommer (Luffa aegyptiaca). De naam operculata is afgeleid van het Latijnse woord operculum dat 'dekseltje' betekent. Het verwijst ernaar dat de vrucht via een 'dekseltje' openspringt (dehiscentie).

## Beschrijving
Luffa operculata is een kruidachtige klimplant. De stengels kunnen enkele meters lang worden en zijn hoekig. Ook heeft de plant ranken. De bladeren zijn wisselstandig geplaatst, en hebben lange stelen. De bladvorm is hart- of niervormig. De bladrand is glad of heeft lichte inkepingen die hem drie- of vijfdelig maken.
De plant is eenhuizig en eenslachtig. De bloemen zijn radiaal symmetrisch en vijftallig. Ze hebben een dubbel bloembekleedsel. De mannelijke bloemen staan aan een okselstandige, lange stengel. Ze hebben vijf meeldraden. De vrouwelijke bloemen en dus ook de vruchten staan onder de bladoksel. Ze hebben naast de stamper vijf staminodia (steriele meeldraden). 
De vruchtstelen zijn 7 tot 20 mm lang. De vrucht is 6 tot 10 cm lang en 3 tot 5 cm breed. Ze hebben stekels aan de buitenkant en aan de binnenkant een fijn netwerk van vezels. De zaden zijn bijna zwart, glad en afgeplat en 7,5 tot 10 mm lang.

## Gebruik
De inheemse bevolking van Colombia gebruikt de plant tegen verkoudheid. Stoffen uit de plant worden in homeopathische neusdruppels gebruikt. Er bestaan echter ook studies die wijzen op schadelijke effecten van deze plant.

## Verschil met de sponskomkommer
Een verschil met de sponskomkommer is dat de vruchten van Luffa operculata veel kleiner zijn. Een ander belangrijk verschil is dat de Luffa operculata zwaar giftig is.

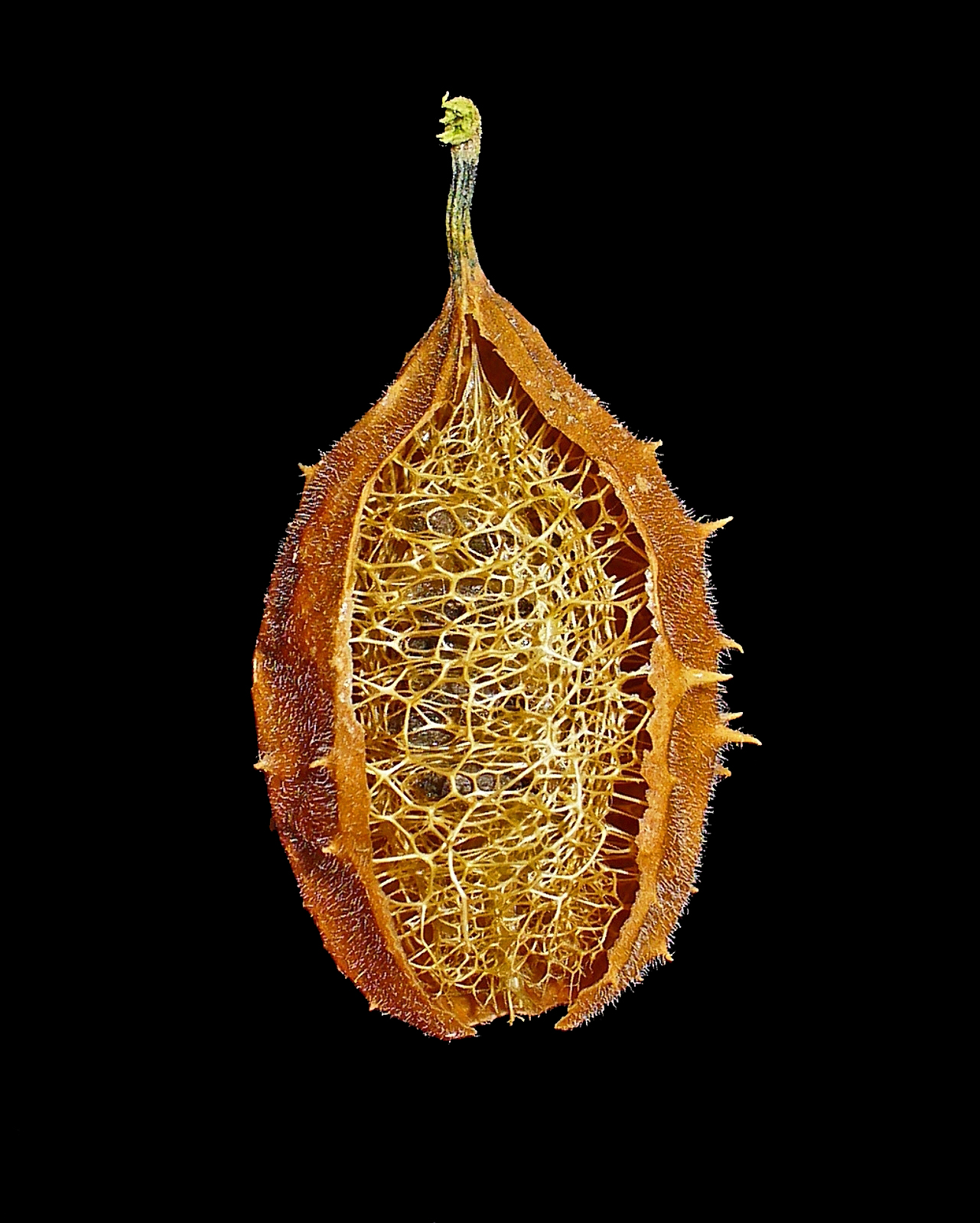
Vrucht van Luffa operculata